# Giorgio Salvioni
Pour les articles homonymes, voir Salvioni.
Giorgio Salvioni est un scénariste et producteur de cinéma italien mort en 1994 à Rome (Latium).

## Filmographie

### Comme scénariste
- 1964 : Controsesso de Franco Rossi, Marco Ferreri, Renato Castellani
- 1964 : La Femme, quelle chose merveilleuse ! (La donna è una cosa meravigliosa) de Mauro Bolognini
- 1965 : La Dixième Victime de Elio Petri
- 1965 : Casanova 70 de Mario Monicelli
- 1966 : Les Ogresses de Mauro Bolognini, Mario Monicelli, Antonio Pietrangeli, Luciano Salce
- 1967 : Don Giovanni in Sicilia de Alberto Lattuada
- 1969 : Mort ou vif... de préférence mort (Vivi o preferibilmente morti) de Duccio Tessari
- 1970 : Quella piccola differenza de Duccio Tessari
- 1971 : Un apprezzato professionista di sicuro avvenire de Giuseppe De Santis
- 1974 : Pour aimer Ophélie de Flavio Mogherini
- 1976 : Sexycon de Sergio Martino
- 1979 : Les Monstresses de Luigi Zampa

### Comme producteur
- 1974 : Pour aimer Ophélie de Flavio Mogherini
- 1977 : L'Affaire de la fille au pyjama jaune (La ragazza dal pigiama giallo) de Flavio Mogherini
- 1978 : Le braghe del padrone de Flavio Mogherini
- 1979 : Les Monstresses de Luigi Zampa
- 1985 : Miami Golem de Alberto De Martino

## Nominations
- Oscars du cinéma 1966 : Nomination pour l'Oscar du meilleur scénario original (Casanova 70)